# Alfredo Molina
Alfredo Molina La Hitte (Santiago, 15 de marzo de 1906-ibíd., 15 de septiembre de 1971) fue un fotógrafo chileno. Fue uno de los más importantes e influyentes retratistas chilenos de mediados del siglo XX. 

## Biografía
Desde su juventud en Talcahuano, Molina La Hitte manifestó un especial interés por el teatro. Ingresó a trabajar en el Teatro Peláez como diseñador de decorados, además de ejercer esporádicamente como actor. En esa ciudad conoció a María Cristina Peláez Rodríguez, profesora de baile y pianista del Teatro, con quien posteriormente contrajo matrimonio.
Sin embargo, terminó decantando su sensibilidad a las artes plásticas, por lo que en 1926 regresó a Santiago para realizar estudios en el Museo Nacional de Bellas Artes, donde hizo su primera exposición en 1933. Allí trabó amistad con Mario Vargas Rosas, miembro del grupo artístico Montparnasse y quien influyera decididamente en su vocación. Entre 1934 y 1936 vivió en Buenos Aires, Argentina.
A su regreso a Chile, fue contratado por la Editorial Zig-Zag para cubrir sus páginas sociales y los reportajes especiales. Con el tiempo, su cercanía con la dramaturgia y con numerosos artistas, tanto nacionales como extranjeros lo llevó a retratar a los actores y actrices más famosos de las décadas de 1940 a 1960. Tuvo un estudio fotográfico en el Portal Fernández Concha, y posteriormente ocupó varios lugares en las calles Estados Unidos, Monjitas, Merced esquina Mosqueto, y Rosal 357 en Santiago. Este último lo ocupó entre 1937 y 1968, año de su retiro.

## Obra
La obra de Molina La Hitte, que ha recibido numerosas y muy positivas críticas, se caracteriza por la elegancia de sus imágenes, con una evidente búsqueda de elementos artísticos, así como de la belleza de sus retratados. En la propuesta estética del fotógrafo destacan los juegos de luz y sombras en el rostro y cuerpo, al mismo tiempo se imprime su sello en los elementos escenográficos, por medio de los cuales transforma el ambiente y el aura de sus modelos.
La producción fotográfica de Alfredo Molina La Hitte está influida por el estilo de fotografía glamour, muy en boga en aquella época, dada la influencia del cine en los cánones estéticos de la sociedad.
Este fotógrafo formó parte de una fecunda generación de artistas entre los que destacan Jorge Opazo, Jorge Sauré y Antonio Quintana. Alfredo Molina formó numerosos discípulos que seguirían en el arte de la fotografía, en forma especial a sus hijas María Cristina y Marianela Molina Peláez, además de Tito Vásquez, Rómulo Herrera y Rolando Rojas, entre otros.